# I Wish My Brother George Was Here
Az I Wish My Brother George Was Here című album a Del Tha Funkee Homo Sapien 1991-ben megjelent debütáló albuma, melyről három dal jelent meg kislemezen. A leghíresebb a Mistadobalina című dal, mely több slágerlistára is felkerült, és azóta a klasszikusok közé sorolják.
Az album címe George Clintonra utal, innen is a név, akinek a zenéje erősen befolyásolta Del-t.

## Számlista
| #  | Dal                              | Idő  |
| -- | -------------------------------- | ---- |
| 1  | What Is A Booty                  | 3:53 |
| 2  | Mistadobalina                    | 4:17 |
| 3  | The Wacky World Of Rapid Transit | 3:17 |
| 4  | Pissin' On Your Steps            | 3:29 |
| 5  | Dark Skin Girls                  | 4:28 |
| 6  | Money For Sex                    | 3:52 |
| 7  | Ahonetwo, Ahonetwo               | 2:46 |
| 8  | Prelude                          | 0:21 |
| 9  | Dr. Bombay                       | 4:37 |
| 10 | Sunny Meadowz                    | 4:26 |
| 11 | Sleepin' On My Couch             | 3:18 |
| 12 | Hoodz Come In Dozens             | 3:48 |
| 13 | Same Ol' Thing                   | 4:20 |
| 14 | Ya Lil' Crumbsnatchers           | 1:30 |

## Slágerlistás helyezés
| Slágerlista (1992)     | Legmagasabb helyezés |
| ---------------------- | -------------------- |
| Top R&B/Hip Hop Albums | 48                   |
| U.S. Top Heatseekers   | 24                   |